# Водоспад Гуайра
Водоспад семи каскадів Гуайри (порт. Salto das sete quedas do Guaíra, ісп. Salto de las siete cascadas de Guairá) — колишній водоспад на річці Парані на кордоні Бразилії та Парагваю, на захід від бразильського міста Гуаїра.

## Загальні відомості
Відвіданий єзуїтськими місіонерами в XVI столітті, водоспад, на загальну думку, був названий на ім'я вождя народу гуарані. Хоча офіційна назва посилається тільки на сім (sete/siete) головних каскадів (Сеті Кедас), усього їх було 18. Каскади спадали в сукупності на 114 м. Вони сформувалися в місці, де річка Парана після проходження скель плоскогір'я Маракажу́ (порт. Maracaju, ісп. Maracayú) складених із червоного пісковика, виштовхувала свої води через стіну каньйону та виявлялася затиснутою в тісному урочищі шириною від 380 до 60 м. Оглушливий гуркіт падіння води було чути за 30 км. Веселка постійно висіла над водоспадом. Водоспад був одним із найбільших у світі за об'ємом витрати води — 13 309 м³/с і був важливим центром туризму протягом багатьох років.
Водоспад припинив існування в 1982 році, коли був підірваний для затоплення водосховища греблі Ітайпу, найбільшої гідроелектростанції світу.

## Інцидент з загибеллю туристів
Перед знищенням водоспаду на ньому стався інцидент, який привів до загибелі 40 туристів, що виявили бажання попрощатися з ним. Троси підвісного мосту завдовжки 300 футів (91 метр), що висів на висоті близько 120 футів (36 метрів) над водою, розірвалися і люди, які на ньому стояли, попадали у водоспад. Деякі з туристів, що впали у воду, змогли врятуватись, чіпляючись за скелі, поки рятувальники змогли дістатися до них. 10 людей були поранені.